# IL2RG
IL2RG, или Общая гамма-цепь рецепторов интерлейкинов (γc) (англ. interleukin-2 receptor subunit gamma; IL2RG, CD132) — гликопротеин, субъединица цитокиновых рецепторов. Общая субъединица по крайней мере 6 интерлейкиновых рецепторов: интерлейкина 2, интерлейкина 4, интерлейкина 7, интерлейкина 9, интерлейкина 15 и интерлейкина 21. Гликопротеин γc — член семейства цитокиновых рецепторов I типа, экспрессирован на большинстве лимфоцитов. У млекопитающих ген белка IL2RG локализован на X-хромосоме.
Белок находится на поверхности незрелых кроветворных клеток в костном мозге. Внеклеточный участок белка связывает цитокины, в то время как внутриклеточный участок участвует в переносе сигнала в клеточное ядро. IL2RG связывается с другими белками и участвует в дифференцировке незрелых клеток в лимфоциты. Кроме этого, рецептор также направляет созревание лимфоцитов в T-лимфоциты, B-лимфоциты и естественные киллеры. Эти клетки участвуют в борьбе с вирусами, продукции антител и регуляции иммунной системы.

## Ген
Общая гамма-цепь рецепторов интерлейкинов (γc) — продукт гена IL2RG. У человека ген IL2RG расположен на длинном (q) плече X-хромосомы в положении 13.1, от основания 70,110,279 до 70,114,423.

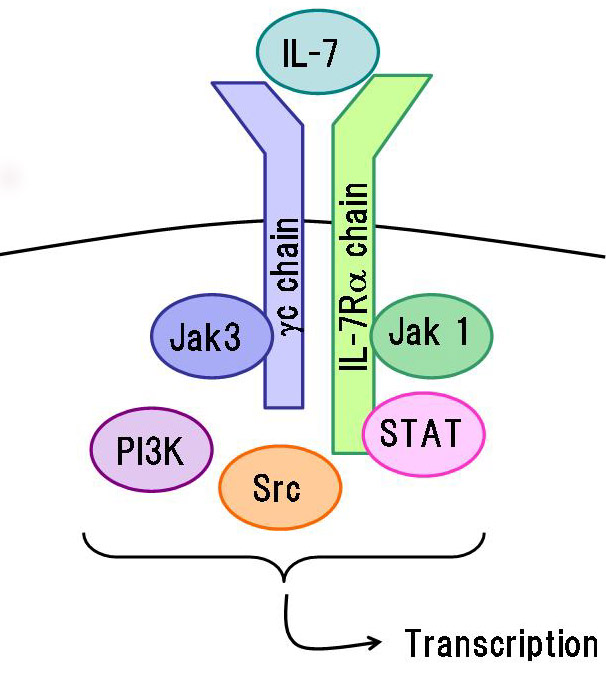
Перенос сигнала от рецептора интерлейкина 7: белок γ_{c} (синий) и α-субъединица рецептора интерлейкина 7 (зелёный).

## Структура
Цепь γc является интегральным мембранным белком, содержит вне клеточный, трансмембранный и внутриклеточный домены. Состоит из 369 аминокислот, молекулярная масса — 42,3 кДа.

## Функции
Лимфоциты, экспрессирующие общую цепь γc образуют функциональные рецепторы к соответствующим цитокинам, что приводит к переносу сигнала между клетками и направляют программы клеточной дифференцировки.

### Лиганды
Общая цепь γc в паре с другими белковыми субъединицами формирует лиганд-специфические рецепторы, которые обеспечивают ответ лимфоцитов на такие цитокины, как интерлейкин-2, -4, -7, -9, -15 и -21.

### Перенос сигнала
IL2RG связывается с киназой JAK3..

## Клиническое значение

### X-сцепленный тяжёлый комбинированный иммунодефицит
X-сцепленный тяжёлый комбинированный иммунодефицит (X-SCID) вызывается мутацией гена IL2RG. Обнаружено более 200 различных мутаций гена у больных с этим синдромом. Большинство из мутаций затрагивают один или несколько нуклеотидов гена. Эти изменения приводят к синтезу нефункциональной версии общей цепи γc или к нарушению синтеза этого белка. Без IL2RG нарушается процесс нормального развития лимфоцитов. Отсутствие зрелых функциональных лимфоцитов нарушает способность иммунной системы бороться против инфекций. Больные без работающего иммунитета могут погибнуть без трансплантации костного мозга либо без полной изоляции от экспонирования патогенам.

### Шизофрения
Нарушения иммунного ответа также играют роль в патогенезе многих нейропсихиатрических заболевания, включая шизофрению. Определённые варианты генов провоспалительных цитокинов и хемокинов вместе с генами их рецепторов ассоциированы с этим заболеванием. IL2RG является важным сигнальным компонентом многих цитокиновых рецепторов, однако пока нет данных по функциональному состоянию этого рецептора при шизофрении. Повышенная экспрессия белка IL2RG может играть роль в нарушенном иммунном ответе при шизофрении и участвовать в патогенезе заболевания.